# Agrotis semivirens
Agrotis semivirens là một loài bướm đêm trong họ Noctuidae.